# Жетва
Жетва је, у пољопривреди, процес убирања плодова са жетвених поља житарица(пшеница, раж, овас...). Жетва такође означава крај циклуса раста и сазревања жита у природи. Жетва је сечење житарица или махунарки, обично помоћу коса, српova или жетелице. Некада се жетва обављала искључиво ручно, али се благовремено развијала. Почетком 19. века су људску снагу замениле животиње у употреби (возило које су погонили коњи, мазге или волови), затим се прелазило на енергију паре, онда на бензин (током Првог светског рата), да би касније били заступљени дизел мотори. На мањим газдинствима са минималном механизацијом, жетва је радно најинтензивнија активност узгојне сезоне. На великим механизованим фармама за жетву се користе најскупље и најсофистицираније пољопривредне машине, као што је комбајн. Аутоматизација процеса је повећала ефикасност и процеса сетве и жетве. Специјализована опрема за жетву која користи транспортне траке за имитацију нежног хватања и транспорта масе замењује ручни задатак ручног уклањања сваке саднице. Термин „берба” у општој употреби може укључивати руковање непосредно након жетве, укључујући чишћење, сортирање, паковање и хлађење.
Завршетак жетве означава крај сезоне раста, или циклуса раста за одређену културу, а друштвени значај овог догађаја чини га фокусом сезонских прослава као што су фестивали жетве, који се практикују у многим религијама.

## Етимологија
Енглеска именица „Harvest“, потиче од староенглеске речи hærf-est (скована пре него што су се Англи преселили из Ангелна у Велику Британију) што значи „јесен“ (годишња доба), „време жетве“ или „август“ . (На британском дијалекту и даље значи „јесен“ и уопште „сезона сакупљања усева“.) „Жетва“ је такође постала активност жетве, сакупљања и складиштења житарица и других узгојених производа током јесени, а такође и самих житарица и других узгојених производа. Реч „жетва“ је такође користи у глаголском облику: „Жети“ значи прикупљати и чувати жетву (или усев). Људи који жању и опрема која се корити су жетеоци.

## Неуспех сазревања
Неуспех усева (такође познат као неуспех жетве) је изостанак или знатно смањен принос усева у односу на очекивани, узрокован тиме што су биљке оштећене, убијене или уништене, или погођене на неки начин тако да не формирају јестиво воће, семе, или не у очекиваном обиљу.
Неуспеси усева могу бити узроковани катастрофалним догађајима као што су избијање биљних болести (као што је Велика глад у Ирској), преобилне падавине, вулканске ерупције, олује, поплаве или суша, или спори, кумулативни ефекти деградације земљишта, превисоки салинитет земљишта, ерозија, дезертификација, обично као резултат дренаже, прекомерног испуштања (за наводњавање), прекомерног ђубрења или прекомерне експлоатације.
У историји, неуспеси усева и глад која бе уследила изазивали су људске миграције, рурални егзодус, итд.
Пролиферација индустријских монокултура, са њиховим смањењем разноврсности усева и зависношћу од тешке употребе вештачких ђубрива и пестицида, довела је до прекомерне експлоатације земљишта које је скоро неспособно за регенерацију. Током година, неодржива обрада земљишта деградира плодност земљишта и смањује принос усева. Са стално растућом светском популацијом и локалном пренасељеношћу, чак и незнатно смањени приноси су већ еквивалентни делимичном неуспеху жетве. Ђубрива на првом месту отклањају потребу за регенерацијом земљишта, а међународна трговина спречава да локални неуспех усева прерасте у глад

## Време жетве
Одређивање времена жетве је веома деликатан посао. Треба тачно знати када је који жетвени плод сасвим сазрео и када је спреман за жетву. Ни пре ни касније, јер би се направила велика штета у таквим случајевима. Штета би била како у количини рода тако и у квалитету. Одлагење жетве ради већег рода може довести до нежељених проблема са временом, а прерана жетва би дала мањи урод.
Каже се да је одређивање жетвених дана исто што и коцкање, али са искуством пољопривредника оно је сведено на најмању меру.
На мањим пољима где механизација нема приступ, пољопривредници су принуђени да жетву обављају на стари традиционални начин, ручно и једноставним оруђима као што су срп, коса, виле и грабуље. Механизација се не користи и код природне пољопривреде, јер би њоме биле оштећене младице (код овог приступа се сетва обавља мало пре жетве). Жетва се обично организовала са више људи на једној њиви у једном дану, како би се једне њиве у току дана покупила сва летина. Радник који се баве жетвом је жетаоц односно жетаоци.
Код ручне жетве стабљике жита се држе рукоми сечу српом. Затим се више стабљики скуплја и везује у сноп а снопови се ређају на гомиле како би се касније одвезли кући на вршидбу.
На великим пољима где је присутна механизација жетва се обавља пољопривредним машинама: комбајном, жетелицом, трактором и осталом прикључном механизацијом.

## Друге употребе
Жетва се обично односи на житарице и поврће, али има и друге намене: риболов и сеча се такође могу назвати жетвом. Термин жетва се такође користи у контексту бербе грожђа за вино. У контексту наводњавања, жетва воде се односи на сакупљање и отицање кишнице за пољопривредну или кућну употребу. Уместо жетве, користи се и израз експлоатација, као у експлоатацији рибарства или водних ресурса. Жетва енергије је процес хватања и складиштења енергије (као што је соларна енергија, топлотна енергија, енергија ветра, градијенти сланости и кинетичка енергија) која би иначе остала неискоришћена. Жетва лешева, или берба лешева, је процес прикупљања и припреме лешева за анатомско проучавање. У сличном смислу, жетва органа је вађење ткива или органа из донора у сврху трансплантације.
У непољопривредном смислу, реч „жетва” је економски принцип који је познат као догађај излаза или догађај ликвидности. На пример, ако неко лице или предузеће треба да уновчи власнички положај у компанији или елиминише своје улагање у производ, то је познато као стратегија жетве.
Науру
Сакупљање фосфата на Науру је јединствено за то острво. Један од јединствених облика бербе који укључује ресурсе као што је фосфат.

### Канада
Жетва или домаћа берба у Канади односи се на лов, риболов и сакупљање биљака од стране првих народа, Метиса и Инуита у расправама о правима абориџина или уговорним правима. На пример, у Гвичином Свеобухватном споразуму о имовинском захтеву, „Жетва значи сакупљање, лов, хватање у замку или риболов...“. Слично, у Тличовом Споразуму о земљишном захтеву и самоуправи, жетва значи, у контексту дивљих животиња, лов, хватање у замку или риболов и, у вези са биљкама или дрвећем, сакупљање или сечење.

## Галерија слика
- Жетва око 1920. г.
Румунија
- Вршалица, експонат
Беле Воде, Мокра Гора
- Жетва
Скореновац, Војводина
- Одвајање сламе 1955. г.
Шпанија
- Традиционални жетвени радови
Шпанија
- Брање кукуруза
- Кошење сена око 1900. г.
Швајцарска
- Косидба јечма
- Жетва 1942. г.
Шварцвалд, Немачка
- Транспорт сена
- Берба чаја почетком 20. века
Руско царство
- Одмор у току жетве, 1909. г.
Руско царство
- Гумно
Санторини, Грчка